# Petra Sancta

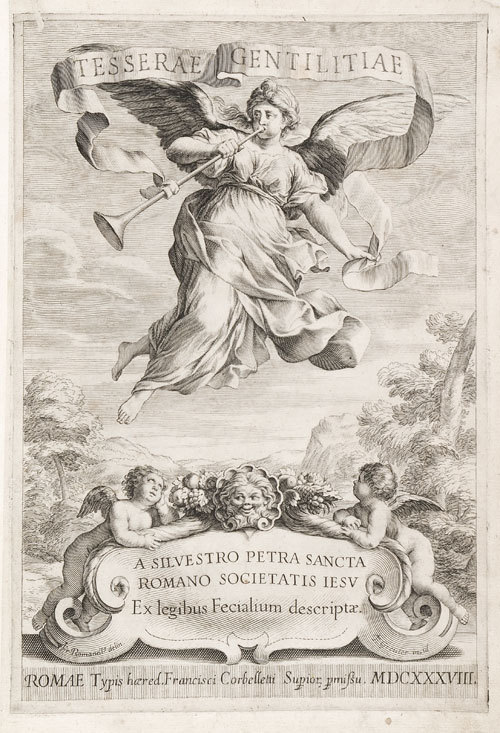
Petra Sancta Tesserae gentilitiae címlap

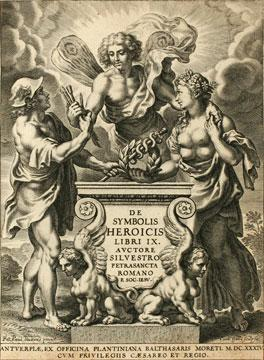
Petra Sancta De Symbolis heroicis (1634) című művének címlapja

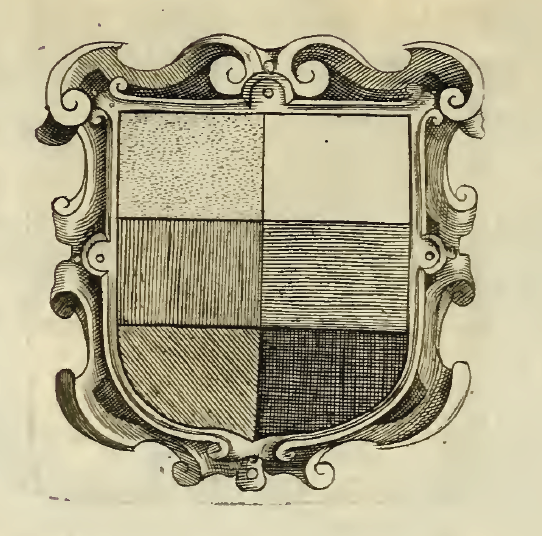
Petra Sancta színjelölési táblázata De symbolis heroicis (1634) című művéből

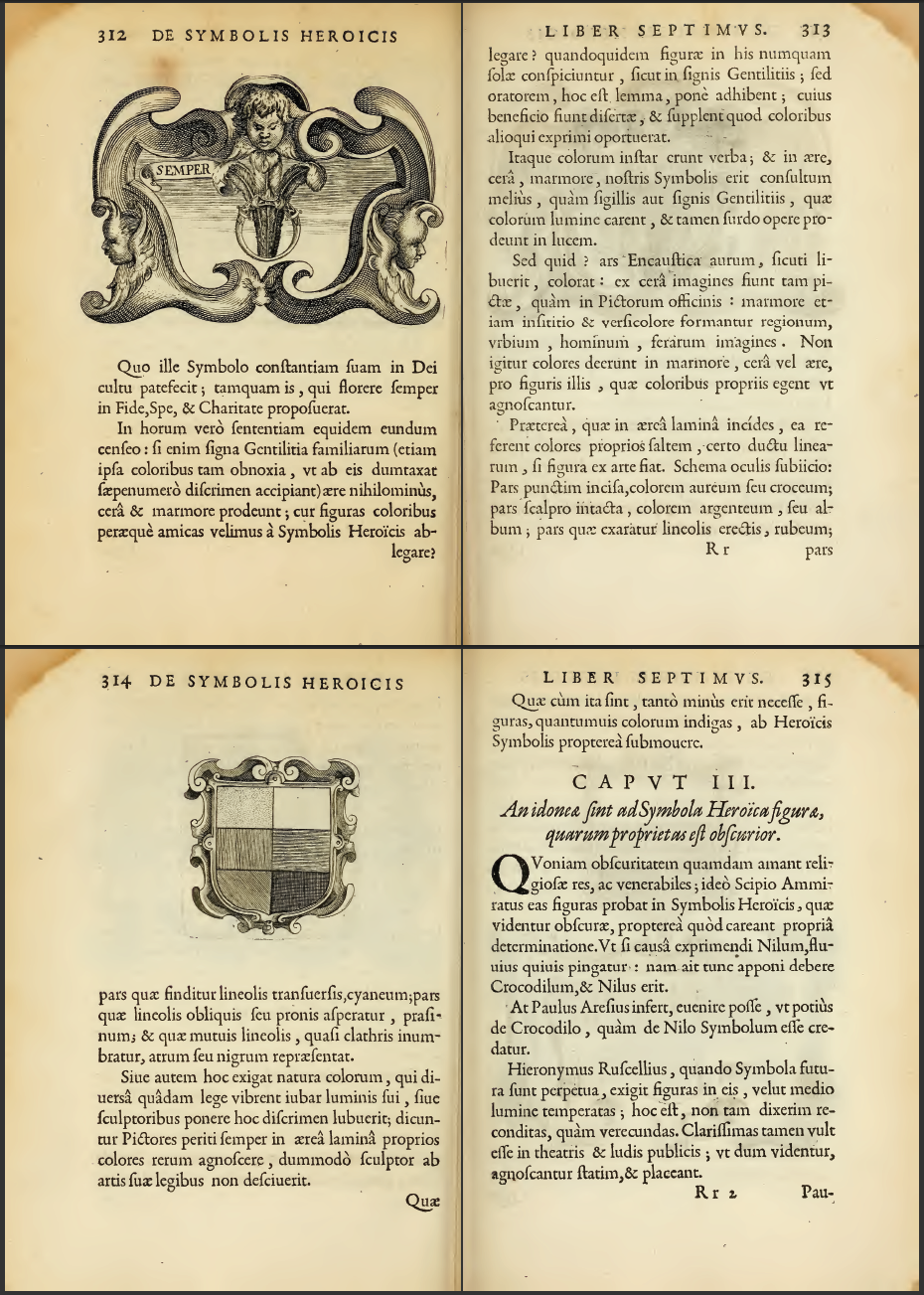
A színjelölés leírása (De symbolis heroicis, 1634)

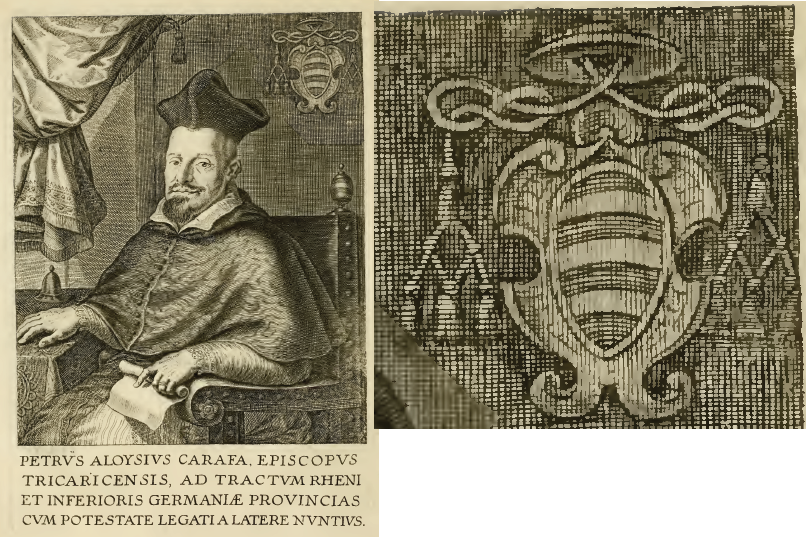
Carafa bíboros portréja Petra Sancta De Symbolis heroicis című művéből (a címeren árnyékolásos vonalkázás, nem színjelölés)

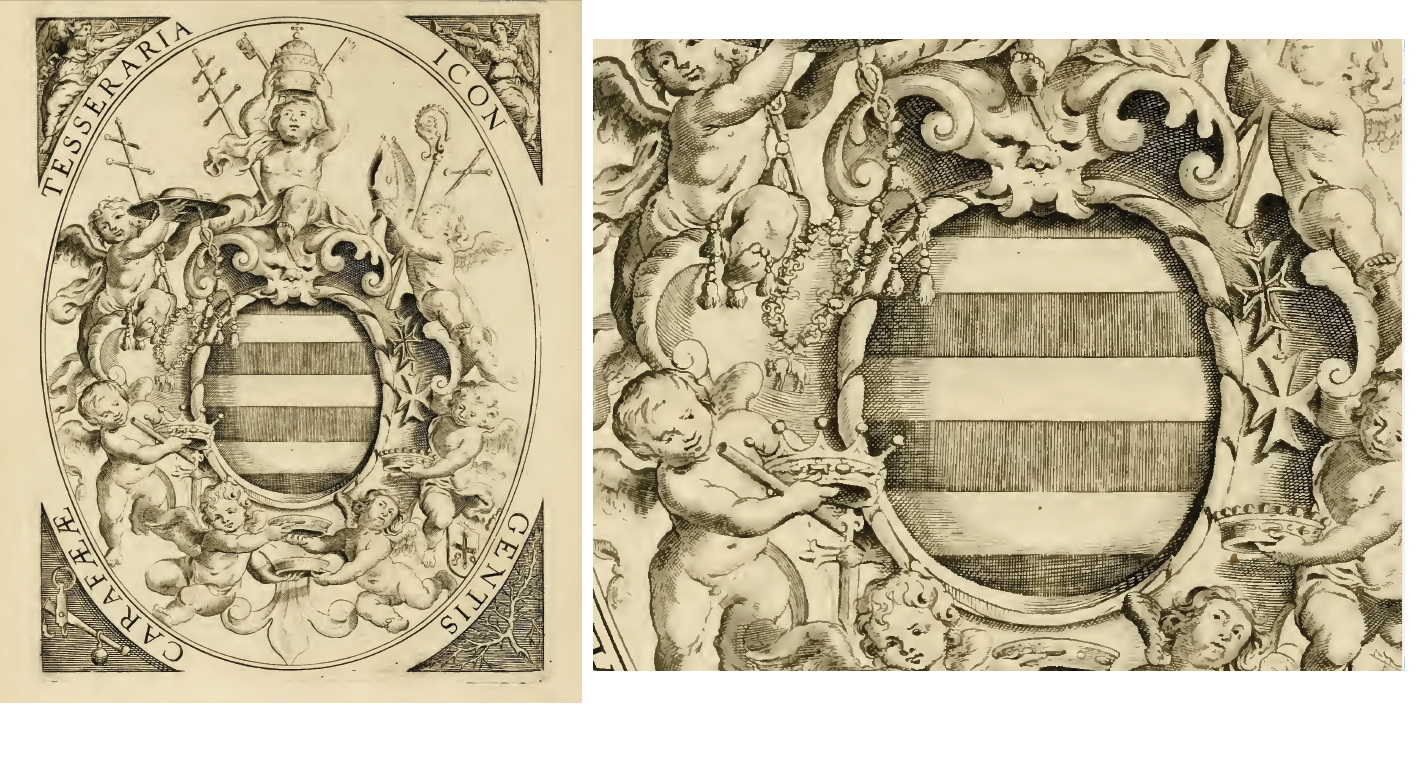
Árnyékolásos vonalkázás a Carafa-címeren (De symbolis heroicis, 1634)

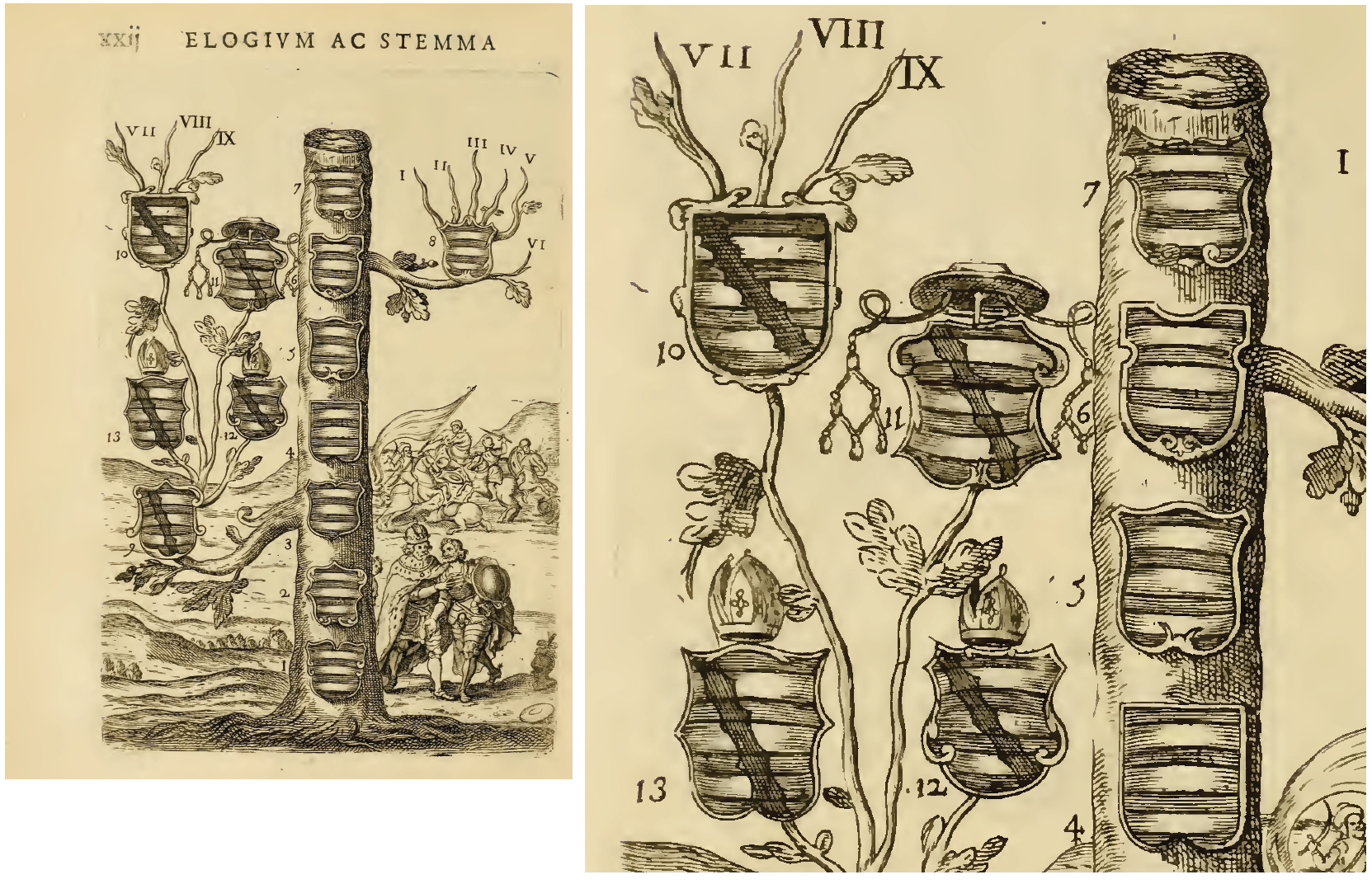
Árnyékolásos vonalkázás a Carafa-családfa címerein (De symbolis heroicis, 1634)

Silvester Petra Sancta (Róma, 1590 – Róma, 1647. május 6.), olasz jezsuita szerzetes, loretoi rektor, heraldikus.  A neve előfordul Sylvester Petra Sancta, Petrasancta, alakban is. Olaszul: padre Silvestro da Pietrasanta, Silvestro Pietra Santa, írói álneve: Coelius Servilius.
A címertanban főleg arról ismert, hogy általában neki tulajdonítják a ma is használt vonalkázási rendszer feltalálását. A heraldikát először ő helyezte történeti alapra és a címertan szabályait logikus módon nyolc pontba foglalta.

## Élete
A híres nápolyi családból származó Pier Luigi Carafa (1581–1655) bíborosnak, a hetedik jezsuita rendfőnöknek, pápai nunciusnak, Tricarcio püspökének a konfesszora volt. Urával 1624 és 1634 között Kölnben tartózkodott, ahol prédikációkkal és hitvitázó művekkel küzdött a protestantizmus ellen. Az 1620-as évek közepén Liège-ben jelent meg fordítása, 1631-ből pedig ismert egy Antwerpenben megjelent könyv szerkesztőjeként is, tehát az 1620-as évek végén és az 1630-as évek elején spanyol németalföldön vagy a vele szomszédos országokban tartózkodott. 1634-ben még Antwerpenben adta ki heraldikai tárgyú művét, majd 1638-ban már Rómában jelent meg az a műve, mely a vonalkázási rendszer bevezetéséről vált nevezetessé.
1643. május 9-én a Piarista Rend apostoli vizitátorává nevezték ki. Rosszindulatú vizitációja nyomán X. Ince pápa a rendet 1646. március 16-án Ea quae pro felice kezdetű brevejével  a helyi püspököktől függő, fogadalom nélküli világi kongregációvá fokozta le. (A rendet 1656-ban és 1669-ben rehabilitálták.)

## Petra Sancta és de la Colombière vitája
Petra Sancta ma főként a vonalkázási rendszer feltalálójaként ismert a heraldikában, melyet 1638-ban közölt. Mivel azonban rendszere teljesen megegyezik Marcus Vulson de la Colombière 1639-ben közölt vonalkázásával (sőt a kettőjük rendszere majdnem azonos Zangrius 1600-ból való vonalkázásával) 1644-es művében de la Colombière azzal vádolta meg Petra Sancta-t, hogy tőle vette át a vonalkázást és így az elsőbbség de la Colombière-t illetné.
Heraldikai tanulmányai során Petra Sancta kiadós németországi és hollandiai előtanulmányokat folytatott, s nagyon valószínű, hogy közvetlenül Németalföldön, rézmetszők által szerzett tudomást a vonalkázásról (akárcsak de la Colombière) és dolgozta ki ennek hatására a saját rendszerét. Ugyanakkor a jezsuita iskolákban mindig is nagy hangsúlyt fektettek a szimbólumok tanítására, hogy azon transzcendens értelmet, mely szavak által nem fejezhető ki, képek útján ragadják meg, ahogyan Loyolai Szent Ignác mondta, "hogy Istenre leljünk minden dologban". Ezért is tanították az emblematikát, mely felölelte a heraldikát, numizmatikát, vexillológiát stb.
Petra Sancta 1638-as művét néha 1636 és 1638 közé is szokták datálni, ami Petra Sancta színjelölésének elsőségét támasztaná alá, ha megfontoljuk, hogy 1635-ben Colombière még valószínűleg Grenoble-ben tartózkodott, de ezen adatok kevéssé megbízhatóak.
Azonban Petra Sancta korábbi műve, a De symbolis heroicis, libri IX (Antverpiae, 1634) már tartalmazott színjelölési táblát és szóbeli leírást is, de ebben még nem használta a vonalkázást színek jelölésére. A könyvben található Carafa-címereken a metszetek készítői a vörösnek megfelelő részeket hol hálós (mai fekete), hol függőleges (mai vörös), hol vízszintes (mai kék) vonalakkal díszítik. A mű emblémáit a Plantin-Moretus levéltár tanúsága szerint jezsuita szerzetesek szolgálatában álló rézmetsző művészek készítették, majd 1631 decembere és 1634 júniusa között Balthasar Moretus (1574–1641) számára André Pauwels (Andries Pauli, 1600–1639) dolgozta át. A mű allegorikus címlapját Rubens készítette, melyen Mercur a művészetet jelképezi. A metszet magyarázata a mű 480. lapján olvasható. A címlapot Petra Sancta a zárszóban úgy méltatta, mint az emblematikus ábrázolás erejének kifejeződését. A műben megtalálható Carafa portréja is, melynek metszetét Michel Natalis (Liège, 1610–1668) készítette el 1632-ben. Ezen metszet címerpajzsán szintén látható egyfajta árnyékolás vagy vonalkázás.
Nyilvánvaló tehát, hogy Petra Sancta számára könyveinek németalföldi illusztrátorai és kiadói szolgáltatták a mintát vagy adták a javaslatot, hogy a címerek színjelölésére alkalmazza a vonalkázást. Ezen rézmetszők előtt már legalább két korábbi rendszer (Zangrius – 1600, Francquart – 1623) is ismert lehetett, akik a vonalkázás technikáját a rézmetsző céhekben egymásnak adhatták át.
Petra Sancta római kiadója, Francesco Corbelletti nagyon hamar, már a következő évben használatba vette Petra Sancta 1638-as rendszerét, mivel egy 1639-es kiadványának címlapját díszítő címer már komplett vonalkázással rendelkezik, s ha megfontoljuk a metszetek elkészítésének idejét és a cenzúra jóváhagyását, Corbellettinek már 1638 előtt is ismernie kellett Petra Sancta színjelölési módszerét.
Petra Sancta nagy hatással volt Aegidius Geleniusra, akivel Kölnben többször is személyesen találkozhatott. Gelenius vonalkázási rendszere azonban csak két pontban egyezik Petra Sancta színjelölésével, ami arra utal, hogy tudatosan törekedett egy független rendszer kialakítására, de ez nem terjedt el vagy pedig azt mutatja, hogy személyes találkozóik idején Petra Sancta vonalkázása még egyáltalán nem volt végleges, ami újra Colombière elsőségére mutatna.
A heraldikai vonalkázási rendszer feltalálásának dicsőségéért eddig pusztán Petra Sancta és de la Colombière vetélkedett egymással, pedig a vitának inkább Petra Sancta és/vagy de la Colombière, illetve Zangrius között kellene folynia. Mivel Petra Sancta és de la Colombière rendszere egyedül a fekete szín jelölésében tér el Zangriustól, szinte egyértelműnek tűnik, hogy Petra Sancta vagy de la Colombière Zangriustól vette át a saját színjelölési rendszerét.  Az időbeli elsőség valóban Zangriust illeti és talán a mai rendszer feltalálásának dicsősége is. Annak ellenére is, hogy Zangrius a fekete színt nem h, hálós, hanem vertikális és balharántos vonalakkal jelölte. Petra Sancta és de la Colombière azonban csak minimális változtatást hajtott végre (1638-ban, illetve 1639-ben), a bíbor szín vonalkázásának hozzáadását a rendszerhez. Szinte kizártnak tekinthető tehát, hogy Zangrius, illetve Petra Sancta és de la Colombière rendszere pusztán a véletlen folytán legyen (szinte) teljesen azonos egymással.

## Művei
- Silvestro Pietrasanta: Iter Fuldense … Petri Aloysii Carafae … in quo periocha historiae, visitatio, & reformatio … abbatiae S. Salvatoris civitatis Fuldensis continetur / Caelius Servilius [i. e. Silvestro Pietrasanta] … Roberto Canonico patritio Ferrariensi dicat. Leodii, 1627
- Silvester Petrasancta: Silvestri Petrasanctae Romani Soc. Iesv theologi Notae in epistolam Petri Molinaei ad Balzavm, cum responsione ad haereses, errores & calumnias eius, ac vindiciis urbis Romae & Pontificis Romani. Antverpiae, 1634   
 A mű Pierre Du Moulin (1568–1658), francia hugenotta teológus és Jean-Louis Guez de Balzac (1594–1654), francia író protestáns téziseit támadja.
- Silvestro Petrasancta: De symbolis heroicis libri IX. Antverpiae, 1634
- Siluestri à Petrasancta: Symbola heroica. Amsterdami, 1682
- Pietrasanta, Silvestro: Oratio funebris … habita ad Urbanum VIII … dum iusta exequiarum Ferdinando II. austriaco electo imperatori persolverentur. Romae, typis F. Corbelletti, 1637
- 1638-as művének címe:  Tesserae gentilitiae / a Silvestro Petra Sancta Romano Societatis Iesu ex legibus Fecialium descriptae. –  Romae : typis haered[um] Francisci Corbelletti, 1638 (Note générale : Fig. coloriées pour la plus grande partie. -Note générale : Superbe ordinaire "avec figures à chaque page" table des noms de famille à la fin.)
- Címe a Bibliothèque nationale de France (BnF) katalógusában: Pietra Santa, Silvestro (S.J., pseud. Coelius Servilius, Le P.)
- Tesserae gentilitiae a Silvestro Petra Sancta,… ex legibus fecialium descriptae. – Romae : F. Corbelletti, 1638. – In-fol., pièces limin., 678 p., index, errata et vocabulaire, titre gr., portrait de Taddeo Barberini, armoiries et planche.

A könyvet Francesco Corbelletti adta ki.
Reprint: Silvestro Pietrasanta: Tesserae gentilitiae. Edizioni Orsini De Marzo. Milano, 2010
- Az élete végén kiadott további műve a magyarországi jezsuita könyvtárak katalógusából: P. Syluestri Petra Sancta, Thaumasiae Verae religionis Tomus I. Romae 1643. (In 4to membrana alba. Eiusdem tomus 2us Romae 1646. in 4to membrana alba et margine albo ut prior.)